# Écarté (jeu)
L'écarté est un ancien jeu de cartes français, apparu peu avant 1800, pour deux joueurs. C'est un dérivé de la triomphe.

## Principe général
L'écarté est un jeu de levées se jouant originellement à deux, avec des variantes pour trois ou quatre joueurs. À chaque donne, les joueurs ont la possibilité d'échanger tout ou partie de leur main après la distribution avant d'entamer le jeu de la carte, ce qui a donné son nom au jeu. Une particularité du jeu de la carte est l'obligation de monter, même à la couleur.

## Règle du jeu

### Matériel
L'écarté se joue avec un jeu de 32 cartes, dont l'ordre décroissant est Roi, Dame, Valet, As, 10, 9, 8, 7.

### La donne et l'écart
Le donneur est choisi au hasard pour la première donne, puis chaque joueur donnera à son tour. L'adversaire du donneur est nommé premier en main. En cas de partie liée, c'est-à-dire de partie jouée en deux manches et éventuellement une belle, c'est le perdant d'une manche qui sera le premier donneur de la manche suivante.
La donne ressemble à celle de la belote en ce que les cartes sont distribuées par trois puis deux, ou deux puis trois, selon la préférence du donneur, ou d'un accord préalable. Chaque joueur reçoit ainsi cinq cartes. Le donneur retourne la carte suivante, la retourne, qui détermine l'atout. Si c'est un roi, le donneur marque immédiatement un point. Les cartes non distribuées restantes constituent le talon. Les joueurs peuvent ensuite négocier le remplacement de cartes qu'ils écartent, par des cartes du talon.
Plus précisément, le premier en main a le choix entre jouer d'autorité, c'est-à-dire commencer le jeu directement, et demander des cartes. 
- Dans le premier cas, le premier en main annonce « Je joue » et joue sa première carte. Le donneur ne peut s'y opposer et ne peut pas réaliser non plus d'écart.
- Dans le second cas, le premier en main annonce « Cartes », « Je propose » ou « J'en demande ». C'est alors au donneur que revient le droit de répondre favorablement ou non à cette demande. Il peut accepter en répondant « Combien ? », ou refuser en annonçant « Jouez ». S'il accepte, le premier en main jette, face cachée, autant de cartes qu'il avait annoncé (ces cartes sont dites écartées), puis le donneur lui en donne autant. Les cartes écartées restent cachées et définitivement inutilisable pour cette donne. Ensuite, le donneur peut lui-même, s'il le souhaite, réaliser un écart, selon le même procédé, sans avoir besoin de demander l'autorisation au premier en main. Le premier en main peut alors demander un nouvel écart, et ainsi de suite dans la limite du nombre de cartes disponibles au talon. Dès qu'il décide de jouer, ou que le donneur refuse, le jeu de la carte commence. Il faut noter que la retourne ne fait pas partie du talon, et ne peut être distribuée à la suite d'un écart.

### Jeu de la carte
Le premier en main joue la première carte.
On doit fournir une carte de la couleur demandée, plus forte que celle jouée par l'adversaire si l'on en a une.
Si l'on ne dispose pas d'une carte de la couleur demandée, on doit couper (c'est-à-dire jouer atout).
Le joueur réalisant une levée joue la première carte de la suivante.
Si l'un des joueurs possède le roi d'atout, il peut marquer un point soit en le jouant au premier pli, soit en l'annonçant en disant "Roi" avant de jouer sa deuxième carte.
Le joueur qui réalise trois ou quatre levées remporte la donne. S'il réalise les cinq levées, on dit qu'il « fait la vole » et marque deux points (un point de levées et un point de vole).

### La marque
- Le donneur marque immédiatement un point si la retourne est un roi.
- Le possesseur du roi d'atout marque un point au moment où il l'annonce, juste avant de jouer sa première carte.
- Le joueur ayant réalisé le plus de levées marque un point.
- Le joueur réalisant la vole marque le point de vole.
- Dans le cas où aucun écart n'a été réalisé, le joueur qui n'a pas pris l'initiative de ne pas réaliser d'écart marque un point supplémentaire, dit point de refus, s'il réalise le plus de levées ; plus précisément :
  - si le premier en main joue d'autorité et que le donneur remporte le plus de levées, le donneur marque le point de refus ;
  - si le donneur a refusé de réaliser l'écart du premier en main, mais que ce dernier remporte le plus de levées, il marque le point de refus.

Le point de vole et le point de refus ne sont pas cumulables : ainsi, on ne marque jamais plus de deux points avec les levées, la seule façon de remporter trois points en une donne étant de réaliser la vole ou le refus, mais aussi de marquer le point du roi d'atout.

### Fin de partie et vainqueur
Il faut cinq points pour remporter la manche. On peut jouer en une seule manche (« cinq secs ») ou en partie liée, c'est-à-dire avec une revanche et éventuellement une belle pour départager.
Le point du roi d'atout se marque en début de donne et peut donc donner la victoire en interrompant la donne en cours avant que les cartes n'eussent été jouées.
Il est fréquent de convenir de jouer les manches en sept points, ou bien en autant de points que l'indiquera la première retourne, en comptant dix pour une figure et onze pour un as.

## Jeux de règle
Le premier en main a parfois intérêt à jouer d'autorité, c'est-à-dire à ne pas demander d'écart. L'expérience a dégagé dix jeux pour lesquels cela est fortement conseillé. Ces jeux s'appellent jeux d'autorité ou jeux de règle. Il n'y a cependant aucune obligation à ne pas demander d'écart lorsque l'on a en main un de ces jeux : contrairement à ce que pourrait faire croire leur nom, aucune règle du jeu ne les mentionne. Ces jeux demandent aussi que l'on choisisse judicieusement la première carte à abattre, et que l'on sache attendre à certaines couleurs pour ne pas affranchir de carte adverse.
Premier jeu de règle
Le jeu avec lequel on ne peut perdre qu'en trouvant deux atouts dans la main de l'adversaire (par exemple un atout et une tierce majeure). D'une façon générale, quand aucun écart n'est réalisé, on doit toujours raisonner en supposant que l'adversaire n'a qu'un seul atout.
Deuxième jeu de règle
Deux atouts et une dame seconde avec une basse carte.
Troisième jeu de règle
Deux forts atouts, un valet et un as de la même couleur, et un autre valet.
Quatrième jeu de règle
Deux rois dont un second et une dame seconde sans atout. On doit alors attaquer du roi gardé pour ne pas affranchir de carte adverse. De même, il faut attendre à la couleur de la dame.
Cinquième jeu de règle
Un atout, un roi seul et une dame troisième. Débuter par la dame et attendre au roi seul.
Sixième jeu de règle
Un atout et un roi quatrième. Ce jeu est assez risqué et ne devrait être tenté que lorsque l'on a trois points et l'adversaire quatre. On le perd si l'adversaire a deux atouts, ou une fourchette dans la couleur quatrième (plus rare).
Septième jeu de règle
Deux atouts et trois cartes de la même couleur. On commence alors par la plus haute de ces trois cartes.
Huitième jeu de règle
Quatre couleurs par des figures autres que des valets. On commence alors par jouer atout, même si l'on n'en a qu'un seul.
Neuvième jeu de règle
Un atout, valet et dix d'une couleur, valet et as d'une autre couleur. On débute par le valet suivi de son as, et on attend à la fourchette du deuxième valet.
Dixième jeu de règle
Tout jeu qui met dans le cas de n'écarter que deux cartes ; qu'on ait trois atouts ou deux atouts et un roi non gardé. Le seul cas où l'on pourrait demander des cartes est si on a le point assuré à l'atout et une ou deux basses cartes à échanger pour tenter la vole. Avec deux atouts et un roi non gardé, on attaque par une basse carte hors de l'atout et on attend de reprendre la main par le roi ou un atout. Avec trois atout, on débute par atout.

## Variantes

### Écarté à trois
Les règles à trois joueurs sont les mêmes qu'à deux, sauf pour ce qui est de la demande des cartes. Pour que l'écart puisse être réalisé, il faut que les trois joueurs y consentent. Si un seul s'y refuse, le coup est joué d'autorité.
S'il se produit que deux joueurs font deux levées et le troisième une seule, le coup n'en est pas pour autant nul : c'est le joueur qui a le premier réalisé deux levées qui emporte le point.
Si celui qui a refusé ne fait pas la carte, c'est-à-dire n'a pas remporté la donne, celui qui a fait le point de levées ne marque pas le point de refus, qui est donné comme consolation au troisième. Si l'un de ces deux joueurs réalise la vole, il marque le point de vole et l'autre le point de refus. Ainsi, il se peut que trois points soient marqués au total (hors roi d'atout), mais jamais les trois par le même joueur.
La partie se joue en sept points. Une fois le vainqueur désigné, il se retire et la partie se termine entre les deux autres joueurs.

### Écarté à quatre
L'écarté se joue aussi à quatre, par équipes de deux et en silence. On joue deux manches et une belle, à chaque fois en sept points. Si l'on ne dispose pas de la couleur demandée on doit couper, y compris si la carte a déjà été coupée et que l'on ne dispose pas d'un atout plus fort.
Le hasard joue un rôle très important dans cette variante, qui est la moins intéressante à jouer.